# Eddy La Viny (Chanteur)

Eddy La Viny

Eddy La Viny né le 15 décembre 1958, est un auteur-compositeur-interprète et entrepreneur. Après une carrière artistique inspirée des musiques caribéennes, il s’est tourné vers le monde des spiritueux et a fondé La Maison du Rhum, un espace spécialisé qui propose à la fois une sélection de rhums et des ateliers de dégustation.
Il est aujourd’hui reconnu comme expert dans l’univers du rhum et du cigare.

## Origines et famille
Eddy La Viny est né le 15 décembre 1958. Il est le fils de Gérard La Viny (1933-2009), auteur-compositeur-interprète guadeloupéen, connu pour des titres populaires tels que Ban mwin un ti bo et Sans chemises sans pantalons. Surnommé l’Ambassadeur des Antilles par les médias, Gérard La Viny fut président d’honneur de l’Académie du Rhum et compta parmi ses amis proches Henri Salvador et Boris Vian.
Son grand-père paternel fait partie des victimes de l’accident du vol Air France 117, survenu le 22 juin 1962. L’appareil, un Boeing 707 immatriculé F-BHST, s’écrase sur le morne du Dos d’Âne à Deshaies, en Guadeloupe, lors de son approche vers l’aéroport du Raizet de Pointe-à-Pitre, causant la mort des 103 passagers et des dix membres d’équipage.
Eddy La Viny grandit entre Paris et Nice. À l’âge adulte, il rejoint son père au sein du Show La Viny, qu’il dirigera plus tard, et se forme ainsi à la scène musicale et au répertoire caribéen.

## Carrière artistique
En 1976, Eddy La Viny débute sa carrière professionnelle au sein du Show La Viny, formation créée par son père Gérard La Viny et composée d’un orchestre et d’un ballet. Il en assure ensuite la direction et se produit avec cette troupe dans plusieurs pays.
En 1978, il devient attaché de presse d’Henri Salvador, ami proche de son père, ce qui lui ouvre les portes du milieu artistique parisien.
En 1983, il sort son premier album, Philomène, qui reste plusieurs mois dans le hit-parade d’Europe 1. La même année, il participe à la « Tournée d’été du podium Europe 1 » (3 mois) aux côtés de Thierry Le Luron et Gérard Lenorman.
En 1984 paraît son premier single, Zouk infernal. L'année suivante, il enregistre Tallulah, un duo avec Joëlle Ursull (CBS) et apparaît dans plusieurs émissions télévisées (Jacques Martin, Christophe Dechavanne). En 1987, il sort l’album Turbopunch, porté par le titre Antillaise, classé numéro un à La Réunion et en Haïti.
En 1988, il est à l’affiche de l’Olympia pour trois représentations, suivies en 1989 d’une tournée internationale dérivée de ce spectacle. La même année, il interprète Antillaise au Parc des Princes, en lever de rideau d’un match PSG–Bordeaux, lors d’un concert caritatif pour les sinistrés de l’ouragan Hugo en Guadeloupe.
Son troisième album, Zouk is good for you, paraît en 1990, suivi en 1993 de Tropical Rendez-Vous et en 1997 de Pau Caraïbes. En 1996, le titre Loco del Mambo, extrait de Tropical Rendez-Vous, obtient un disque d’or. La même année, il dirige l’orchestre de la comédie musicale Pau Caraïbes, jouée sur les Champs-Élysées.
En 1999, il enregistre sous le nom Tropical Club, une version salsa du titre Macumba pour EMI Music France, de Jean-Pierre Mader, auteur de la chanson originale. La même année, il se produit en gala au Zénith de Paris avec son orchestre et son ballet. En 2001, il publie Dix ans de succès chez Debs, un album rétrospectif rassemblant ses principaux titres. En 2006, il sort Voyages, édité par Debs Music.
Au début des années 2000, il poursuit une carrière scénique internationale, avec des représentations au Japon,en Chine, aux USA, au Brésil, en Égypte, en Algérie et au Sultanat d’Oman, notamment dans le cadre d’événements privés ou de conventions organisés pour des marques telles que Louis Vuitton, Cartier ou Club Med. Il est également invité à se produire avec son orchestre lors de l’anniversaire de Mick Jagger, célébré dans sa résidence en Touraine. En 2001, il publie son sixième album, Dix ans de succès, suivi en 2006 de Voyages, accompagné d’une tournée à La Réunion.
En 2008, il reçoit en Guadeloupe la médaille du Conseil général et se produit devant plusieurs milliers de spectateurs à Pointe-à-Pitre. L’année suivante, lors des obsèques de son père Gérard La Viny, retransmises à la télévision, il reçoit une lettre de condoléances du président Nicolas Sarkozy et se voit remettre, à titre posthume pour son père, la médaille d’honneur de l’Académie de la biguine.
En 2010, il devient propriétaire du restaurant La Créole, boulevard du Montparnasse à Paris, où il chante chaque week-end son propre répertoire ainsi que celui de son père. Ce lieu revêt une valeur symbolique, puisque Gérard La Viny y avait lui-même chanté dans les années 1950, alors recruté par  Liliane Harley, marraine d’Eddy La Viny. En 2010, il participe à l’album La Reconnaissance de Henri Debs avec le titre À Paris ou Rio. 
En 2014, il ouvre le cabaret-restaurant La Canne à Sucre dans le 18e arrondissement de Paris, en hommage à son père, qui avait été recruté en 1955 au cabaret-restaurant du même nom à Montparnasse, sous le parrainage de Joséphine Baker. Eddy La Viny y reprend également l’animation musicale, en interprétant ses titres et ceux de son père.En 2014, il prépare Back à la Canne, conçu en parallèle de l’ouverture du cabaret-restaurant La Canne à Sucre à Paris. 
En 2016, il publie le single Havan’Hamac chez Disque Club Méduse.
Après la parenthèse liée à la pandémie de Covid-19, il reprend ses activités artistiques, notamment à Paris, où il se produit régulièrement à La Créole. 

## Carrière professionnelle
En parallèle de sa carrière artistique, Eddy La Viny s’oriente vers le domaine des spiritueux. En 2015, il fonde à Paris La Maison du Rhum, une cave spécialisée proposant une sélection de rhums ainsi que des ateliers de dégustation. Il en assure depuis la direction et y anime régulièrement des masterclasses et des ateliers consacrés à l’univers du rhum. Il complète son expérience par une formation certifiante et devient titulaire du WSET – niveau 2 (Wine & Spirit Education Trust), certification internationale reconnue dans le domaine des vins et spiritueux.
Il est régulièrement sollicité comme expert du rhum, notamment en tant que :
- Jurée au Concours général agricole, section rhum.
- Contributeur au Guide international du rhum Gault & Millau (2016-2018).
- Consultant pour la rédaction du Guide international du rhum Poséïdon (2022).
- Diplômé du WSET (Wine & Spirit Education Trust) – niveau 2.
- Président de l’Académie du Rhum.
- Observateur au Nicaragua lors du Concours mondial de cocktail (2024).

En février 2024, il anime un atelier « Rhum et Cigare » à l’Ambassade de Cuba, en association avec la marque Havana Club, dont il est l'un des ambassadeurs dans le segment premium.

## Distinctions et reconnaissance
- 1996 : disque d’or pour le titre Loco del Mambo.
- 2008 : médaille du Conseil général de la Guadeloupe.
- 2009 : médaille d’honneur de l’Académie de la biguine (à titre posthume pour Gérard La Viny).

## Discographies

### Albums studio
- 1983 : Philomène (Disque Debs, classé plusieurs mois dans le hit-parade Europe 1)
- 1987 : Turbopunch (Disque Debs, incluant le single Antillaise, n°1 à La Réunion et en Haïti)
- 1990 : Zouk is good for you (Disque Debs, incluant On ti mélodie en duo avec Tanya St-Val)
- 1993 : Tropical Rendez-Vous (incluant Loco del Mambo, disque d’or en 1996)
- 1997 : Pau Caraïbes (lié à la comédie musicale éponyme sur les Champs-Élysées)
- 2001 : Dix ans de succès (Debs Music, tournée promo aux Antilles)
- 2006 : Voyages (Debs Music)
- 2014 : Back to la Canne (préparé lors de l’ouverture du restaurant-cabaret La Canne à Sucre)

### Singles et duos
- 1978 : Samba de Mariza (premier single)
- 1983 : Philoméne (Disque Debs)
- 1984 : Zouk infernal (CBS)
- 1985 : Tallulah, en duo avec Joëlle Ursull (CBS)
- 1987 : Antillaise, en duo avec Jeanne Fostin (Debs Music, extrait de l’album Turbopunch)
- 1989 : On ti mélodie, en duo avec Tanya St-Val (Debs Music, extrait de l’album Zouk is good for you)
- 1999 : Macumba (EMI Music France, version salsa)
- 1993 : Tempête tropicale, en duo avec Klod Fostin (Debs Music, extrait de l’album Tropical Rendez Vous)

- 2010 : À Paris ou Rio (participation à l’album La Reconnaissance de Henri Debs)
- 2016 : Havan’Hamac (single, Disque Club Méduse)